# 이연수 (배우)
이연수(1970년 3월 7일 ~ )는 대한민국의 배우이다. 
- 1980년대 아역 탤런트로 큰 인기를 끌었다.

- 1993년, 돌연 연예계를 은퇴하였다가 2005년 복귀하였다.[1]

## 학력
- 풍납초등학교
- 풍납중학교
- 영파여자고등학교

## 작품 활동

### 영화
- 1983년 《모정》 ... 미선의 친구 역
- 2006년 《플라이 대디》 ... 가필 아내 역
- 2008년 《외톨이》 ... 한송이 역
- 2016년 《형》 ... 두식의 어머니 역
- 2016년 《화인》 … 화인 역
- 2016년 《방석》 … 중년 주희 역
- 2021년 《스텔라》 … 영배의 어머니 역

### 드라마
| 연도            | 방송 | 제목                                 | 역할                    | 비고     |
| --------------- | ---- | ------------------------------------ | ----------------------- | -------- |
| 1981년          | MBC  | 호랑이 선생님                        | 5학년 5반 부반장        |          |
| 1985년          | MBC  | 조선왕조 오백년 -풍란                | 문정왕후 아역           |          |
| 1985년          | KBS1 | 별을 쫓는 야생마                     |                         |          |
| 1986년 ~ 1988년 | MBC  | 꾸러기                               |                         |          |
| 1990년 ~ 1991년 | KBS2 | 야망의 세월                          | 한지혜(황신혜)의 최신희 |          |
| 1991년          | MBC  | 무동이네 집                          |                         |          |
| 1992년          | MBC  | 4일 간의 사랑                        | 이유진                  |          |
| 1993년          | MBC  | 걸어서 하늘까지                      | 희진                    |          |
| 2003년          |      | 강산미인(江山美人)                   | 채무쌍                  |          |
| 2005            | MBC  | 슬픈 연가                            | 이수지                  |          |
| 2005            | KBS1 | HD TV문학관 - 새야 새야              | 형수                    |          |
| 2006년          | CCTV | 엄마의 장국집                        | 림미희                  |          |
| 2006년          | MBC  | MBC 베스트극장 - 우리들의 크리스마스 | 경란                    |          |
| 2011            | KBS2 | 영도다리를 건너다                    | 나혜수                  |          |
| 2011            | KBS1 | 산 너머 남촌에는                     | 유리                    | 특별출연 |
| 2013            | KBS2 | 삼생이                               | 해주댁                  |          |
| 2013            | JTBC | 가시꽃                               | 진양희                  |          |
| 2014            | SBS  | 나만의 당신                          | 나한심                  |          |
| 2015            | SBS  | 심야식당                             | 연정                    |          |
| 2016            | KBS2 | 천상의 약속                          | 이윤애                  |          |
| 2017            | MBC  | 불어라 미풍아                        | 조달호의 새부인         | 특별출연 |
| 2017            | MBC  | 세가지색 판타지 - 반지의 여왕        | 박세건의 어머니         |          |
| 2018            | JTBC | SKY 캐슬                             | 김은혜                  | 특별출연 |
| 2021            | JTBC | 시지프스 : the myth                  | 이은희                  |          |
| 2021            | SBS  | 펜트하우스 3                         | 성당 합창단원           | 특별출연 |

### 예능
- 2016년 ~ 2020년 SBS 《불타는 청춘》하차
- 2020년 MBC 《라디오스타》
- 2020년 KBS2 《옥탑방의 문제아들》

### CF
- 1982 롯데제과 - 만나아이스
- 1984 제삼화학 - 잣두유
- 1984 해태제과 - 버터코코낱 비스켓
- 1984 오뚜기 - 마요네스 골드
- 1984 경인상사 - 뉴테크 샤프심
- 1984 동양제과 - 오리온 땅콩강정 & 깨강정
- 1984 시사영어사 - 시사중학영어
- 1984 크라운제과 - 크라운 커피나
- 1984 합동산업 - 합동유산균 제리킹
- 1984 동양제과 - 오리온 삐삐코
- 1985 LG전자 - 금성세탁기[레이디]
- 1985 건풍제약 - 라테판(해열 진통제)
- 1985 LG전자 - 금성 비디오 테이프
- 1985 LG전자 - 금성 카세트
- 1985 삼양식품 - 삼미우동
- 1985 동양제과  - 오리온 삐삐코 & 고래밥
- 1985 크라운제과 - 그레이스 쿠기 & 프랑소아
- 1985 쓰리쎄븐 - 쓰리쎄븐 V가방
- 1985 서주산업 - 서주파인
- 1985 주원농상 - 주원 산오리표 로스 주물럭
- 1985 샤니 - 제리뽀 큐
- 1985 오뚜기 - 마요네스 골드 B (84 편집 버전 1)
- 1985 한성기업 - 왕치즈포
- 1985 오뚜기 - 골드 마요네스 (84 편집 버전2)
- 1986 사조산업 - 오양맛살
- 1986 LG전자 - 금성 오디오 비디오 사은 대잔치
- 1986 주원농산 - 주원 산오리표 산오리
- 1986 SPC삼립 - 삼립호빵
- 1986 사조해표- 해표김
- 1986 동아제약 - 가그린
- 1987 LG전자 - 금성 미니 카세트 "아하"

## 수상
- 2016 SBS SAF 연예대상 여자 신인상 - 불타는 청춘